# آکسیوس
آکسیوس (انگلیسی: Axios) یک وبگاه خبری آمریکایی است که در سال ۲۰۱۶ توسط کارمندان سابق پلیتیکو یعنی جیم وندهای، مایک الن و روی شوارتز تأسیس شد. این وبگاه در سال ۲۰۱۷ به‌طور رسمی آغاز به کار کرد. نام وبگاه براساس واژهٔ یونانی ἄξιος ‏(áxios) به معنای «ارزشمند» است.

## تاریخچه
واندهای بنیانگذار این وبگاه خبری گفته بود که می‌خواهد آکسیوس ترکیبی از «اکونومیست و توییتر» باشد. این شرکت در ابتدا به پوشش ترکیبی از کسب‌وکار، سیاست، فناوری، مراقبت‌های بهداشتی و رسانه‌ها پرداخت. واندهای گفته بود که آکسیوس بر «تصادف بین فناوری و حوزه‌هایی مانند بوروکراسی، مراقبت‌های بهداشتی، انرژی و زیرساخت‌های حمل و نقل» تمرکز خواهد کرد. در زمان راه‌اندازی، نیکلاس جانستون، سردبیر سابق بلومبرگ، به عنوان سردبیر کل منصوب شد.
در سال ۲۰۱۶، آکسیوس ۱۰ میلیون دلار در یک دور سرمایه‌گذاری که توسط لره هیپو و شرکت‌ها هدایت شد، جذب کرد. حامیان این شرکت شامل رسانه همکار NBC News، امیرسون کالکتیو متعلق به لاورین پاول جابز، گری‌کرافت پارتنرز و دیوید و کاترین برادلی، مالکین رسانه آتلانتیک هستند. این شرکت تا نوامبر ۲۰۱۷، ۳۰ میلیون دلار سرمایه جمع‌آوری کرده بود. آکسیوس برنامه‌ریزی کرده بود که بر روی «کسب و کار، فناوری، سیاست و روندهای رسانه‌ای» تمرکز کند. آکسیوس درآمد خود را از طریق تبلیغات بومی کوتاه‌مدت و خبرنامه‌های اسپانسردار به دست می‌آورد. این شرکت در هفت ماه اول خود بیش از ۱۰ میلیون دلار درآمد کسب کرده بود.
اوان رای، دستیار وزیر امور خارجه در امور آموزشی و فرهنگی و یکی از کارکنان سابق معاون رئیس‌جمهور جو بایدن را استخدام کرد. طبق گزارش کام‌اسکور، آکسیوس در سپتامبر ۲۰۱۷، ۶ میلیون بازدیدکننده منحصر به فرد داشت. تا نوامبر ۲۰۱۷، آکسیوس اعلام کرد که ۲۰۰٬۰۰۰ مشترک برای ۱۱ خبرنامه دارد که نرخ باز شدن متوسط آن ۵۲ درصد بود. در همان ماه، اعلام کرد که از سرمایه‌گذاری جدید ۲۰ میلیون دلاری برای گسترش تحلیل داده‌ها، توسعه محصول، تأمین رشد مخاطب و افزایش تعداد کارکنان به ۱۵۰ نفر، از ۸۹ نفر، استفاده خواهد کرد. در مارس و آوریل ۲۰۱۹، هاف‌پست و وایرد گزارش دادند که آکسیوس به یک شرکت پرداخت کرده است تا با لابی‌گری برای تغییرات در مقالات ویکی‌پدیا دربارهٔ آکسیوس و جاناتان سوان، شهرت خود را بهبود بخشد.
در ژوئیه ۲۰۲۰، آکسیوس ۴٫۸ میلیون دلار وام دولتی از برنامه حمایت از حقوق‌ها دریافت کرد تا در دوران شیوع ویروس کرونا هزینه‌های حقوق کارکنان را جبران کند. این شرکت بعداً این مبلغ را بازگرداند و واندهای به این موضوع اشاره کرد که این وام‌ها تبدیل به موضوعی «قطبی سیاسی» شده‌اند. در سپتامبر ۲۰۲۰، وال استریت ژورنال گزارش داد که آکسیوس به رغم بحران اقتصادی ناشی از کرونا که منجر به اخراج‌های گسترده و کاهش حقوق‌ها در بسیاری از رسانه‌ها شد، در مسیر سوددهی در سال ۲۰۲۰ قرار دارد.
در مه ۲۰۲۱، وال استریت ژورنال گزارش داد که مذاکرات ادغام بین آکسیوس و آتلتیک به پایان رسیده است و آتلتیک تصمیم به دنبال کردن توافقی با نیویورک تایمز گرفته است. در ۸ اوت ۲۰۲۲، آکسیوس اعلام کرد که به قیمت ۵۲۵ میلیون دلار به کوکس اینترپرایز منتقل شده است. بر اساس این قرارداد، کوکس ۷۰ درصد از شرکت را در مالکیت دارد، در حالی که کارمندان آکسیوس و بنیانگذاران آن ۳۰ درصد باقی‌مانده را حفظ می‌کنند. این خرید در ماه بعد تکمیل شد.
از سال ۲۰۲۱، آکسیوس یک شبکه از خبرنامه‌های محلی را در سرتاسر ایالات متحده راه‌اندازی کرده است. این شرکت همچنین بر روی گسترش کسب‌وکارهای رویدادهای خود تمرکز کرده است. در مارس ۲۰۲۳، آکسیوس بن مانتگومری، نامزد جایزه پولیتزر، را اخراج کرد، پس از آنکه او در پاسخ به ایمیلی دربارهٔ یک اطلاعیه مطبوعاتی در مورد رویدادی از رون دیسانتیس آن را «تبلیغاتی» توصیف کرد که «کلاهبرداری تنوع، برابری و شمول در آموزش عالی» را افشا می‌کند. در آگوست ۲۰۲۴، آکسیوس ۵۰ کارمند را از کار برکنار کرد که معادل ۱۰ درصد از کل کارکنان بود.

## محتوا
محتوای اکسیوس برای پلتفرم‌های دیجیتال، مانند فیس‌بوک و اسنپ چت، و همچنین وب‌سایت خود طراحی شده است.مقالات آن معمولاً کمتر از ۳۰۰ کلمه طول دارند. علاوه بر وب‌سایت، محتوای اکسیوس از طریق خبرنامه‌هایی که موضوعاتی از قبیل سیاست، فناوری، مراقبت‌های بهداشتی و سایر موضوعات را پوشش می‌دهند، توزیع می‌شود. در میان این خبرنامه‌ها، یک گزارش روزانه توسط یکی از بنیان‌گذاران، مایک آلن، وجود دارد که قبلاً خبرنامه پلی‌بوک سایت پلیتیکو را می‌نوشت. برخی از خبرنامه‌های اکسیوس رایگان هستند، در حالی که برخی دیگر پرداختی هستند. این شرکت یک سرویس اشتراک به نام اکسیوس پرو را ارائه می‌دهد که چندین خبرنامه پرداختی را در یک بسته جمع‌آوری می‌کند و قیمت آن از ۵۹۹ دلار در سال شروع می‌شود. خبرنگاران اکسیوس در اخبار تلویزیونی NBC News و MSNBC از طریق توافقی با NBC ظاهر شده‌اند. همکاری با NBC Universal شامل حضور مایک آلن، یکی از بنیان‌گذاران، در برنامه Morning Joe شبکه MSNBC است.
بر اساس یک مطالعه بنیاد نایت در سال ۲۰۲۰، آکسیوس به‌طور کلی توسط یک مخاطب معتدل خوانده می‌شود که کمی به سمت چپ متمایل است. گراندد نیوز، آل‌سایدز و مدیا بایاس/فکت چک، همگی آکسیوس را با بایاس «متمایل به چپ» ارزیابی کرده‌اند. در سال ۲۰۲۱، سریال مستند آکسیوس در HBO جایزه امی خبری و مستند را برای مصاحبه برجسته با رئیس‌جمهور دونالد ترامپ که توسط جاناتان سوان انجام شده بود، دریافت کرد. در سال ۲۰۲۴، آنتونیو گوترش، نهمین دبیرکل سازمان ملل، از سازمان‌های خبری خواست تا تبلیغات سوخت‌های فسیلی را متوقف کنند، اما آکسیوس همچنان این کار را انجام می‌دهد.